# .bd
.bd è il dominio di primo livello nazionale assegnato al Bangladesh.
È gestito dal Ministero delle Poste e telecomunicazioni del Bangladesh.
Ad ottobre 2021 risultavano registrati oltre 30 000 domini .bd. Nel 2016 è stato istituito il dominio .বাংলা per la lingua bengali.